# Xã Saline, Quận Miller, Missouri
Xã Saline (tiếng Anh: Saline Township) là một xã thuộc quận Miller, tiểu bang Missouri, Hoa Kỳ. Năm 2010, dân số của xã này là 8.315 người.